# アモリ・スポル・オルガニザシオン
アモリ・スポル・オルガニザシオン（仏：Amaury Sport Organisation）は、フランスのスポーツ・メディアグループ（スポーツ・メディア・コングロマリット）の名称。英語読みである「アモリー・スポーツ・オーガニゼーション」とも呼ばれる。
一般にはAmaury Sport Organisationの頭文字から取られた略称である、ASOという名称で呼ばれており、本章でも以下、ASOを使用する。

## 概要
自転車ロードレースのツール・ド・フランス、モータースポーツ/ラリーレイドのダカール・ラリーといった著名なイベントの主催者を務める。また、ブエルタ・ア・エスパーニャを主催するウニプブリクの親会社（株式100％取得）である。
ツール・ド・フランスを創設した新聞社、レキップ（L'Équipe。現在はEPAグループに属する）よりツール・ド・フランス及びグランド・ブークルの主催権を、ル・パリジャン（Le Parisien）の編集者であったフィリップ・アモリによって設立されたメディアグループ、エディシオン・フィリップ・アモリ（Éditions Philippe Amaury。略称EPA）に譲渡されたことに起因して1992年9月に設立された。当初は自転車競技のロードレースだけを対象としていたが、現在は上記のダカール・ラリーの他、パリマラソン（マラトン・ド・パリ）やゴルフのフランスオープン（オープン・ド・フランス）の主催も手がけている。

## UCIとの確執

### UCIプロツアー離脱
2005年、国際自転車競技連合（UCI）は、新たなロードレースの年間シリーズ戦、UCIプロツアーを制定したが、事実上ツール・ド・フランスの主催権まで掌握しようとしたことから、制定初年度よりASOを含むスポーツメディアグループと対立した。
UCIプロツアーが制定された当初2年間は、UCIプロツアーの出場ライセンスを付与された自転車チームしかツール・ド・フランスを含めたUCIプロツアー対象レースの出場権が与えられなかったが、2007年のパリ〜ニース開催直前、ASOが当時、プロツアーのライセンスチームであったユニベット・ドット・コムを招待しないことを表明したことから対立が一層深まった。結局このときはUCIが折れて開催が行われた他、自身が主催するツール・ド・フランスについても、ワイルドカード枠としてプロツアー対象外チームの招待を可能とさせた。またASOは、ツール・ド・フランス以外の自身が主催するプロツアー対象レース（下記参照）も2007年限りで撤退した。この動きに、ジロ・デ・イタリアの主催者であるRCS、ブエルタ・ア・エスパーニャの主催者であるウニプブリックも同調。2008年のUCIプロツアー対象レースは、2007年と比較して10も減少（2008年に新たに追加した対象レースを除けば12レース減少）する事態となった。

### 譲れないツール・ド・フランス主導権
ASOを含めたグランツール主催者グループの相次ぐプロツアーレース離脱に対しUCIは、ツール・ド・フランスについては特別扱いし、北京オリンピック、世界自転車選手権と並んで、UCIワールドツアーを新たに設ける代わりに、ジロ・デ・イタリア、ブエルタ・ア・エスパーニャを含めたプロツアー離脱レースについては、UCIプロツアーの下部組織にあたるUCIヨーロッパツアーに組み込んだ。しかし、UCIのこの制定に対して、グランツール主催者グループが猛反発。逆に主催者グループ側はプロツアーに代わる新制度を画策したが、UCIに取り合ってもらえなかった。しかし後述するツール・ド・フランスやパリ〜ニース問題により、主催者グループ側から上述の制度制定は反故にされてしまう。
事態収拾を図るべく、2008年のシクロクロス世界選手権の開催中（1月26日、27日）にUCIとASO、RCS、ウニプブリックの主催者グループが会談。この会談において、主催者グループ側が改めて新制度を提案。UCIも大意では合意したとみられた。しかし、UCIが2008年のツール・ド・フランスについては、プロツアー全18チームを参加させることを条件につけた。
このUCIの条件は、ASOにとってツール・ド・フランスの主導権をUCIに奪われることを意味することから、到底同意できるものではなかった。さらにASOは2007年のツール・ド・フランス総合優勝のアルベルト・コンタドール、同総合3位のリーヴァイ・ライプハイマー、2006年のツール・ド・フランス総合2位のアンドレアス・クレーデンらが所属するアスタナに対し、2006年、2007年のツール・ド・フランスにおける「ドーピング事件」が発生したことから、このようなチームを自身が主催するレースに招待するわけにはいかないとして、2月13日、正式にアスタナを排除する表明を行った。

### 前代未聞のUCI排除
さらにASOは、ツール・ド・フランス以外の自身が主催するレースについて、プロツアー対象レースよりも格下の扱いを行ったことにも反発。3月9日開幕のパリ〜ニースの開催について、UCIの介入を全く認めないといった手段に出た。対してUCIはこのような身勝手なレースは認めるわけにはいかないとして、パリ〜ニースに出場した選手、チームに対してしかるべき処置にまで言及しはじめ、ひいては開催直前まで互いに一歩も譲らない攻防戦が続いた。結局最後は国際プロ自転車チーム連盟（IPCT）が介入して、参加予定チームによる開催可否の投票が行われた結果、開催に対する賛成票が多かったことにより、ASO側から見て事なきを得ることになった。

### 歴史的和解へ
UCIとの対立はASO自身の手では修復がほぼ不可能な情勢となり、親会社であるEPAが、国際オリンピック委員会の仲介もあって、2008年8月18日、UCIと和解することになった。UCIはプロツアー制度を踏襲する形で、新たにUCIワールドカレンダーの作成に着手。またこのワールドカレンダーには、ツール・ド・フランスも当然のことながら入っており、加えて国際レースにUCIが介入できないといった異常事態も解消される見込みである。

## ASOが主催する主なスポーツイベント

### 自転車競技
- ツール・ド・フランス
- パリ〜ルーベ
- パリ〜ニース
- フレッシュ・ワロンヌ
- リエージュ〜バストーニュ〜リエージュ

以上、UCIワールドツアー対象レース。
- パリ〜ツール
- ツール・デュ・カタール
- クリテリウム・アンテルナシオナル
- ツール・ド・ピカルディ
- ツール・ド・ラヴニール
- ツール・デュ・ファソ
- ツアー・オブ・オマーン

### 陸上競技
- マラトン・ド・パリ（パリマラソン）

### ゴルフ
- オープン・ド・フランス（フランスオープン）

### モータースポーツ
- ダカール・ラリー